# North Country Maid
North Country Maid  es el tercer álbum de la cantante británica Marianne Faithfull. Fue producido por Mike Leander y publicado el 1 de abril de 1966 por la discográfica Decca. En agosto de 1990 fue relanzado en disco compacto, acompañado de tres canciones como pistas adicionales.
La mitad de sus canciones fueron lanzadas con anterioridad en Estados Unidos en el álbum Go Away from My World.

## Grabación, antecedentes y composición
Se grabó durante 1965 y principios de 1966 en Decca Studio No 2, 165 Broadhurst Gardens.
Las composiciones originales fueron "Cockleshells", de Mick Taylor y "Lullaby", de Jon Mark, ambos guitarristas en este álbum.
Entre las versiones se encuentran "Green are your Eyes" (originalmente titulada "Courting Blues") una canción de amor del escocés Bert Jansch. "The Last Thing on my Mind", del músico Tom Paxton. "The First Time Ever I Saw your Face", otra canción de amor, escrita por Ewan MacColl, originalmente para Peggy Seeger. "Sally Free And Easy", escrita a finales de la década del '50 por Cyril Tawney. Cuenta la historia de una joven maltesa que "tomó el amor de un marinero", para un juego de niños. Y, de Donovan, una observación social, "Sunny Goodge Street", escrita especialmente para Faithfull.
Entre las tradicionales, "How Should I Your True Love Know", la primera canción de Ofelia, extraída del Acto IV, Escena 5 de "Hamlet", una obra de teatro de William Shakespeare, con arreglos de Jon Mark. "Wild Mountain Thyme" (también conocida como "Purple Heather" o "Will Ye Go, Lassie, Go?"), escrita por Francis McPeake, miembro de una conocida familia musical de Belfast, Irlanda del Norte. La letra y música son variantes de la canción "The Braes of Balquhither" del poeta escocés Robert Tannahill. "Scarborough Fair", una balada inglesa que trata sobre un joven que ha sido abandonado por su novia. El texto invita al oyente, dado el caso que fuera a la feria de Scarborough, a pedirle a su antigua amada, que si quiere que él vuelva a creer en su amor haga cosas del todo imposibles como: hacerle una camisa de lino sin costuras, conseguir un terreno entre la playa y el agua, arar con un cuerno de cordero o plantar un campo entero con un solo grano de pimienta. El nombre hace referencia a la Feria de Scarborough, que en tiempos medievales representaba uno de los mayores puntos de referencia comercial de toda Inglaterra. "North Country Maid" (también conocida como "The Oak and the Ash" o "Quodling’s Delight"), una balada melancólica sobre una campesina que había ido a Londres y ahora anhela volver a su casa del norte. Y, "She Moved Thru' the Fair", originaria de Irlanda, adaptaba por Herbert Hughes con letras del poeta Padraic Colum.

## Publicación
El primero de abril sale a la luz en formato vinilo, tanto en estéreo como en monoaural.
En agosto de 1990 se lanza en formato CD, con tres pistas adicionales, también producidas por Mike Leander: "The Most Of What Is Least", del EP "Go Away from my World" y las versiones alternativas de "Come my Way" y "Mary Ann", pertenecientes al álbum americano "Go Away from my World".
El 31 de julio de 2013 se edita en formato SHM-CD. Contiene el álbum en monoaural y se repite en estéreo. Además de 4 pistas adicionales en mono: "Summer Nights" (la primera versión que se editó solo en vinilos, hasta la fecha), "Oh Look Around You" y "I'd Like To Dial Your Number", ambas escritas por Faithfull y producidas por Leander, la primera lado B de "Yesterday", y la segunda lado B de "Counting". E "Is This What I Get For Loving You?", una versión del grupo The Ronettes, escrita por Phil Spector, Carole King y Gerry Goffin y producida por Andrew Loog Oldham.

## Lista de canciones
Todas las canciones producidas por Mike Leander. Las canciones «Come My Way» y «Mary Ann» añadidas como pistas adicionales en el CD de 1990 fueron las versiones aparecidas en el álbum estadounidense Go Away from My World publicado en 1965.
| Lado 1 |                                       |                     |          |  |
| N.º    | Título                                | Escritor(es)        | Duración |  |
| 1.     | «Green Are Your Eyes»                 | Bert Jansch         | 2:59     |  |
| 2.     | «Scarborough Fair»                    | Trad. arr. Jon Mark | 3:07     |  |
| 3.     | «Cockleshells»                        | Mick Taylor         | 3:17     |  |
| 4.     | «The Last Thing on My Mind»           | Tom Paxton          | 2:17     |  |
| 5.     | «The First Time Ever I Saw Your Face» | Ewan MacColl        | 3:52     |  |
| 6.     | «Sally Free and Easy»                 | Cyril Tawney        | 2:52     |  |

| Lado 2 |                                    |                 |          |  |
| N.º    | Título                             | Escritor(es)    | Duración |  |
| 1.     | «Sunny Goodge Street»              | Donovan         | 3:23     |  |
| 2.     | «How Should I Your True Love Know» | Trad. arr. Mark | 1:19     |  |
| 3.     | «She Moved Thru' the Fair»         | Trad. arr. Mark | 3:10     |  |
| 4.     | «North Country Maid»               | Trad. arr. Mark | 2:37     |  |
| 5.     | «Lullaby»                          | Mark            | 2:42     |  |
| 6.     | «Wild Mountain Thyme»              | Trad. arr. Mark | 3:38     |  |

| Pistas adicionales en el CD de 1990 |                             |                 |               |          |  |
| N.º                                 | Título                      | Escritor(es)    | Productor(es) | Duración |  |
| 13.                                 | «The Most of What Is Least» | Leitch          | Mike Leander  | 2:55     |  |
| 14.                                 | «Come My Way» (Version 2)   | Mark            | Mike Leander  | 2:25     |  |
| 15.                                 | «Mary Ann» (Version 2)      | Trad. arr. Mark | Mike Leander  | 1:51     |  |

## Historial de lanzamiento a nivel mundial
| País         | Fecha de publicación | Título                                        | Formato | Discográfica / Núm. cat.                    |
| ------------ | -------------------- | --------------------------------------------- | ------- | ------------------------------------------- |
| Reino Unido  | 1 de abril de 1966   | North Country Maid                            | Vinilo  | Decca LK 4778 (mono)                        |
| Sudáfrica    | 1966                 | North Country Maid                            | Vinilo  | Decca LKA 4778 (mono)                       |
| Alemania     | 1966                 | North Country Maid                            | Vinilo  | Decca BLK 16 417-P                          |
| Países Bajos | 1966                 | North Country Maid                            | Vinilo  | Decca LK 4778                               |
| Japón        | 1983                 | North Country Maid Faithfull Sings Folk Songs | Vinilo  | Decca L20P 1101 (British Collection Series) |
| Reino Unido  | Agosto de 1990       | North Country Maid                            | CD      | Deram 820 631-1                             |
| Japón        | 21 de marzo de 2002  | North Country Maid                            | CD      | Universal Music UICY-3298                   |
| Europa       | 2004                 | North Country Maid                            | CD      | Decca 80100108                              |
| Japón        | 6 de agosto de 2013  | North Country Maid                            | CD      | Universal Music UICY-0577425                |
| Japón        | 31 de julio de 2013  | North Country Maid                            | SHM-CD  | Universal Music UICY-75678                  |

## Créditos y personal
| - Marianne Faithfull – voz principal - Jon Mark – guitarra y arreglos - Mick Taylor – guitarra y arreglos - Jim Sullivan – sitar, sarod, surburha y docerola | - Chris Karan – tabla - Gus Dudgeon – mezcla - Mike Leander – producción - Peter Hitchcock – ingeniero |